# Ronald Mark Evans
Ronald Mark Evans (Los Angeles, 17 de abril de 1949) é um professor e biólogo estadunidense, formado no Instituto Salk para pesquisas biológicas em La Jolla, Califórnia.
Recebeu o Prêmio Harvey de 2006 e o Prêmio Wolf de Medicina de 2012.